# Phyllastrephus fulviventris
Phyllastrephus fulviventris là một loài chim trong họ Pycnonotidae.